# Chinese University of Hong Kong
Chinese University of Hong Kong (CUHK) – uczelnia publiczna zlokalizowana w Hongkongu. Została założona w 1963 roku.